# Марку Антоніу ді Маттус Філью
Марко Антоніо де Маттос Фільйо (порт. Marco Antônio de Mattos Filho), більш відомий як просто Маркіньйо (порт. Marquinho, нар. 3 липня 1986, Пассу-Фунду) — бразильський футболіст, півзахисник клубу «Рома».

## Ігрова кар'єра
Вихованець юнацьких команд футбольних клубів «Жувентуде», «Інтернасьйонал», «Греміо», «Васко да Гама» та «Палмейрас».
У дорослому футболі дебютував 2006 року виступами за «Палмейрас», в якому провів один сезон, взявши участь лише у 1 матчі чемпіонату.
У серпні 2007 року Марку перейшов до «Ботафогу», але провів там лише 5 ігор і 2008 року перебрався до «Фігейренсе». З цим клубом футболіст вилетів в серію В, але того ж року виграв чемпіонат штату Санта-Катаріна.
2009 року Маркінью перейшов у «Флуміненсе», дебютувавши 29 січня у зустрічі з «Кабофріенсе», де його клуб поступився 1:3. 10 травня того ж року півзахисник зіграв перший матч за клуб у чемпіонаті Бразилії, в якому його клуб переміг 1:0 «Сан-Паулу». Тоді ж він допоміг своїй команді вийти у фінал Південноамериканського кубка, де команда поступилася ЛДУ Кіто. В 2010 Маркінью у складі «Флуміненсе» виграв чемпіонат країни.
31 січня 2012 року Маркінью на правах оренди перейшов до італійської «Роми» з правом викупу контракту футболіста. 19 лютого Маркінью дебютував у складі «джалороссі», вийшовши на заміну замість Міралема П'янича. 30 червня «Рома» викупила контракт футболіста за 3,5 млн євро, контракт був підписаний на 4 роки. Наразі встиг відіграти за римський клуб 42 матчі в національному чемпіонаті.

## Статистика виступів

### Статистика клубних виступів
Статистика станом на 25 вересня 2013 року.
| Сезон                  | Команда                | Чемпіонат              | Чемпіонат | Чемпіонат | Національний кубок | Національний кубок | Національний кубок | Континентальні кубки | Континентальні кубки | Континентальні кубки | Інші змагання | Інші змагання | Інші змагання | Усього | Усього |
| Ліга                   | Команда                | Ігор                   | Голів     | Ліга      | Ігор               | Голів              | Ліга               | Ігор                 | Голів                | Ліга                 | Ігор          | Голів         | Ігор          | Голів  |        |
| ---------------------- | ---------------------- | ---------------------- | --------- | --------- | ------------------ | ------------------ | ------------------ | -------------------- | -------------------- | -------------------- | ------------- | ------------- | ------------- | ------ | ------ |
| 2007                   | «Ботафогу»             | A                      | 5         | 0         | —                  | —                  | —                  | —                    | —                    | —                    | —             | —             | —             | 5      | 0      |
| 2008                   | «Фігейренсе»           | A                      | 26        | 5         | —                  | —                  | —                  | —                    | —                    | —                    | —             | —             | —             | 26     | 5      |
| 2009                   | «Флуміненсе»           | ЛК+A                   | 10+31     | 0+1       | —                  | —                  | —                  | ПаК                  | 9                    | 1                    | —             | —             | —             | 50     | 1      |
| 2010                   | «Флуміненсе»           | ЛК+A                   | 10+28     | 3+4       | —                  | —                  | —                  | -                    | —                    | —                    | —             | —             | —             | 38     | 7      |
| 2011                   | «Флуміненсе»           | ЛК+A                   | 14+32     | 4+4       | —                  | —                  | —                  | КЛ                   | 5                    | 1                    | —             | —             | —             | 51     | 9      |
| Усього за «Флуміненсе» | Усього за «Флуміненсе» | Усього за «Флуміненсе» | 34+91     | 7+9       |                    | —                  | —                  |                      | 14                   | 2                    |               | —             | -             | 139    | 18     |
| 2011-12                | «Рома»                 | A                      | 15        | 3         | КІ                 | —                  | —                  | ЛЄ                   | —                    | —                    | —             | —             | —             | 15     | 3      |
| 2012-13                | «Рома»                 | A                      | 25        | 4         | КІ                 | 2                  | 0                  | —                    | —                    | —                    | —             | —             | —             | 27     | 4      |
| 2013-14                | «Рома»                 | A                      | 2         | 0         | КІ                 | 0                  | 0                  | —                    | —                    | —                    | —             | —             | —             | 2      | 0      |
| Усього за «Рому»       | Усього за «Рому»       | Усього за «Рому»       | 42        | 7         |                    | 2                  | 0                  |                      | —                    | —                    |               | —             | -             | 44     | 7      |
| Усього за кар'єру      | Усього за кар'єру      | Усього за кар'єру      | 197       | 28        |                    | 2                  | 0                  |                      | 14                   | 2                    |               | —             | —             | 213    | 29     |

## Досягнення
- Чемпіон штату Санта-Катаріна: 2008
- Чемпіон Бразилії: 2010
- Чемпіон Саудівської Аравії: 2015-16
- Володар Королівського кубка Саудівської Аравії: 2015-16